# Koko B. Ware
Koko B. Ware, pseudonimo di James Ware (Union City, 20 giugno 1957), è un ex wrestler statunitense.

## Carriera

### Continental Wrestling Association (1978–1986)

#### Inizi (1978–1981)
Ware trascorse i suoi primi anni di carriera nei territori NWA del Mid-South, Georgia ed altri. Agli inizi, "Koko Ware" (come era conosciuto allora) non riscosse grande successo, lottando come jobber nella Continental Wrestling Association di Jerry Jarrett.
Fu solo alla fine del 1980 che la fortuna di Ware cominciò a girare quando partecipò a una battaglia reale per incoronare il primo campione televisivo del Mid-American. Il favorito del pubblico era Jimmy Valiant, che Ware sbatté accidentalmente contro Danny Davis causandone l'eliminazione. Qualche istante dopo, Koko scaraventò Davis fuori dal ring e vinse il suo primo titolo. Dopo il match, Valiant tornò sul ring ed aggredì Ware mandandolo al tappeto. La rivalità tra i due si allargò coinvolgendo anche Tojo Yamamoto e l'alleato di Ware, Tommy Rich. Quando Dutch Mantel tornò nella CWA all'inizio del 1981, sconfisse Ware togliendogli il titolo TV.

#### Sweet Brown Sugar e Stagger Lee (1981–1983)
Ware restò in stallo fino al settembre 1981, quando fu scelto per arbitrare un incontro per il titolo Southern Heavyweight Championship tra Jerry Lawler e "Dream Machine". Ware assegnò ingiustamente la vittoria a Dream Machine, una decisione che non piacque a Lawler né ai fan di Memphis. Koko si alleò quindi con il manager Jimmy Hart entrando nella sua stable First Family e cambiando il suo ring name in "Sweet Brown Sugar". Sugar non ebbe mai la meglio su Lawler, ma assaporò il successo nella divisione tag team insieme a Steve Keirn e poi con Bobby Eaton. Insieme, Eaton e Sugar conquistarono l'AWA Southern Tag Team Championship.
Dopo aver combattuto in coppia con successo per un po' di tempo, Sugar e Bobby Eaton iniziarono a mostrare segni di dissenso, durante il loro ultimo regno con il titolo tag team, Eaton sconfisse Jacques Rougeau per il NWA Mid-America Heavyweight Championship. Durante un'intervista nella quale Eaton e Hart stavano celebrando la vittoria, Sugar si lamentò del fatto di non essere riuscito a strappare il titolo Southern a Terry Taylor. Dopo essersi stufato, Hart alla fine schiaffeggiò Sugar e rimandò la superstar imbronciata nel camerino, dopodiché Eaton commentò che Sugar aveva "piagnucolato come una femminuccia". Più tardi quella notte il duo difese il titolo contro Taylor e Bill Dundee, perdendo match e cinture quando Sugar "accidentalmente" prese a calci Eaton per poi abbandonare il ring. Eaton e Sugar si affrontarono in una serie di grudge match. Il feud culminò in un "loser leaves town" match, vinto da Eaton. In seguito, esordì un lottatore mascherato di nome "Stagger Lee"; il fatto che sembrasse e lottasse come una versione mascherata di Sugar contribuì a renderlo immediatamente popolare tra i fan. Eaton, insieme al resto della First Family, tentò invano di smascherarlo senza mai riuscirci.

#### Pretty Young Things (1983–1984)
Durante un torneo a coppie nel 1984, Stagger Lee si trovò a lottare insieme a Norvell Austin contro i "Fargo's Fabulous Ones" (Tommy Rich & Eddie Gilbert). Nel corso del match Stagger Lee perse la maschera e dovette rivelare la propria identità, cosa che lo spinse ad effettuare un turn heel diventando uno dei "cattivi". Austin e Ware divennero un tag team fisso e presero il nome "Pretty Young Things" (o "PYT Express"). I due cominciarono ad indossare giubbotti di pelle rossi e un singolo guanto bianco ciascuno ad ovvia imitazione di Michael Jackson.
Il team riuscì a sconfiggere Elijah Akeem & Kareem Mohammad conquistando i titoli AWA Southern Tag Team nel febbraio 1984, anche se rimasero campioni per meno di due settimane prima di essere sconfitti da Akeem e Mohammad nel rematch. I PYT Express rimasero a Memphis per qualche tempo per poi spostarsi in altre compagnie come la World Class Championship Wrestling in Texas e la Championship Wrestling from Florida. Il 26 febbraio 1985 Austin & Ware sconfissero Jay & Mark Youngblood vincendo l'NWA Florida United States Tag Team Championship. Due settimane dopo, la coppia cedette i titoli agli Youngblood.
Quindi i Pretty Young Things tornarono nella federazione dove si erano conosciuti, la Continental Wrestling Association, dove vinsero l'AWA Southern Tag Team in due occasioni, sconfiggendo in entrambi i casi The Fabulous Ones (Steve Keirn & Stan Lane). La coppia si divise nel luglio 1985 quando Austin tornò nella Continental Championship Wrestling.

#### NWA Mid-America Heavyweight Champion (1985–1986)
Nell'agosto 1985 vinse un torneo per l'assegnazione del vacante NWA Mid-America Heavyweight Championship. Detenne il titolo fino ad ottobre, quando fu sconfitto da Harley Race; lo riconquistò poi il mese seguente. Questo regno titolato durò fino al gennaio 1986 quando perse con Buddy Landel. Più tardi quello stesso mese lasciò la Continental Wrestling Association per approdare nella Universal Wrestling Federation.

### Universal Wrestling Federation (1986)
Nel febbraio 1986, spostatosi nel territorio della Mid-South/UWF di Bill Watts, cominciò a farsi chiamare Koko B. Ware. Il suo personaggio era quello del favorito del pubblico che entrava sul ring accompagnato dalla canzone The Bird di Morris Day, eseguendo una danza sbattendo le braccia come fossero delle ali. Lasciò la promozione nell'agosto 1986 dopo aver firmato con la World Wrestling Federation.

### World Wrestling Federation (1986-1994)

#### The Birdman (1986)
Nel 1986, Koko fece la sua prima apparizione nella WWF, debuttando il 6 settembre nel corso di una puntata di WWF Superstars of Wrestling. Qui guadagnò molta della sua popolarità lottando con il soprannome di Birdman; Ware era solito arrivare sul ring con il suo pappagallo giallo e blu di nome Frankie, muovendo le sue braccia come un uccello prima e dopo il match come danza caratteristica.
Vestiti sgargianti, occhiali da sole colorati, un costante sorriso sulle labbra e il suo carisma sul ring resero ben presto Koko uno dei personaggi più celebri della federazione, specialmente presso il pubblico più giovane. Nonostante ciò, non raggiunse mai traguardi importanti nella compagnia, venendo presto relegato al ruolo di semplice comprimario.

#### Varie faide (1986-1992)

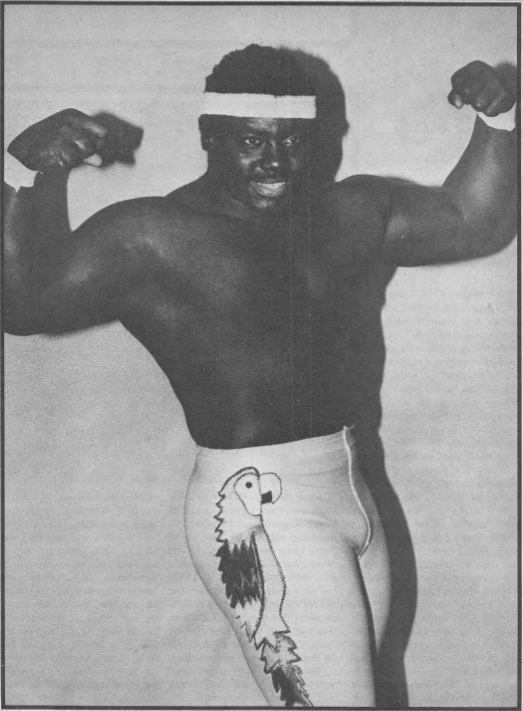
Koko B. Ware nel 1987

Il primo show importante al quale prese parte Koko in WWF fu l'edizione del 29 novembre 1986 di Saturday Night's Main Event dove sconfisse Nikolai Volkoff. Ware, tuttavia, spesso perdeva gli incontri che lo vedevano confrontarsi con altre stelle della federazione, solitamente dei wrestler heel, come Butch Reed, Greg Valentine, o Big Boss Man. Dal 1987 al 1993 Koko apparve in svariati ppv WWF (inclusa WrestleMania III dove perse un match contro Reed) dove veniva utilizzato come jobber da far sconfiggere a qualche stella in ascesa della compagnia. In alcuni tag team match registrati per il programma Wrestling Challenge, Koko B. Ware lottò contro The Orient Express e Beverly Brothers in coppia con jobber quali Ian Weston e Ricky Rice. Nell'ottobre 1989 venne momentaneamente licenziato dalla WWF dopo una rissa con il dirigente Jim Troy. Durante un tour in Europa, i due vennero alle mani in un hotel dopo che Troy aveva insultato Koko con epiteti razzisti. Koko venne reintegrato nelle federazione quando Troy rassegnò le sue dimissioni.

#### High Energy e abbandono (1992-1994)
Nel 1992, Koko iniziò a lottare in coppia con Owen Hart in un tag team denominato High Energy ad alto tasso di spettacolarità specializzato in mosse aeree. Gli High Energy ebbero dei feud (tutti persi) con Nasty Boys, Money Inc., e The Headshrinkers. L'unica apparizione nel corso di un ppv della coppia, avvenne in occasione delle Survivor Series 1992, quando perse contro gli Headshrinkers. Il team si sciolse nel 1993 a causa di un infortunio rimediato da Hart al ginocchio. Dopo la fine degli High Energy, Koko fu nuovamente utilizzato come jobber per mettere in luce altri talenti, perdendo incontri a catena contro gente come Yokozuna, Doink the Clown, Skinner, Jeff Jarrett ed anche l'ex partner Owen Hart prima di lasciare la compagnia nel 1994.

### Circuito indipendente e sporadiche apparizioni in WWF/E (1991-2009)
Nel 1991 la WWF e la United States Wrestling Association iniziarono uno scambio di talenti reciproco che diede la possibilità a Koko B. Ware di tornare a combattere a Memphis (stessa zona degli inizi, ma federazione differente). Nell'USWA, Koko riscosse maggiori successi che in WWF, riuscendo ad aggiudicarsi per ben due volte il titolo mondiale USWA World Title, sconfiggendo prima Kamala "The Ugandan Giant" e successivamente l'icona della federazione Jerry Lawler. Inoltre Koko, lottando in coppia con Rex Hargrove, vinse anche l'USWA Tag Team Championship. Koko B. Ware lottò nell'USWA fino al suo semi-ritiro dal wrestling nel 1995.

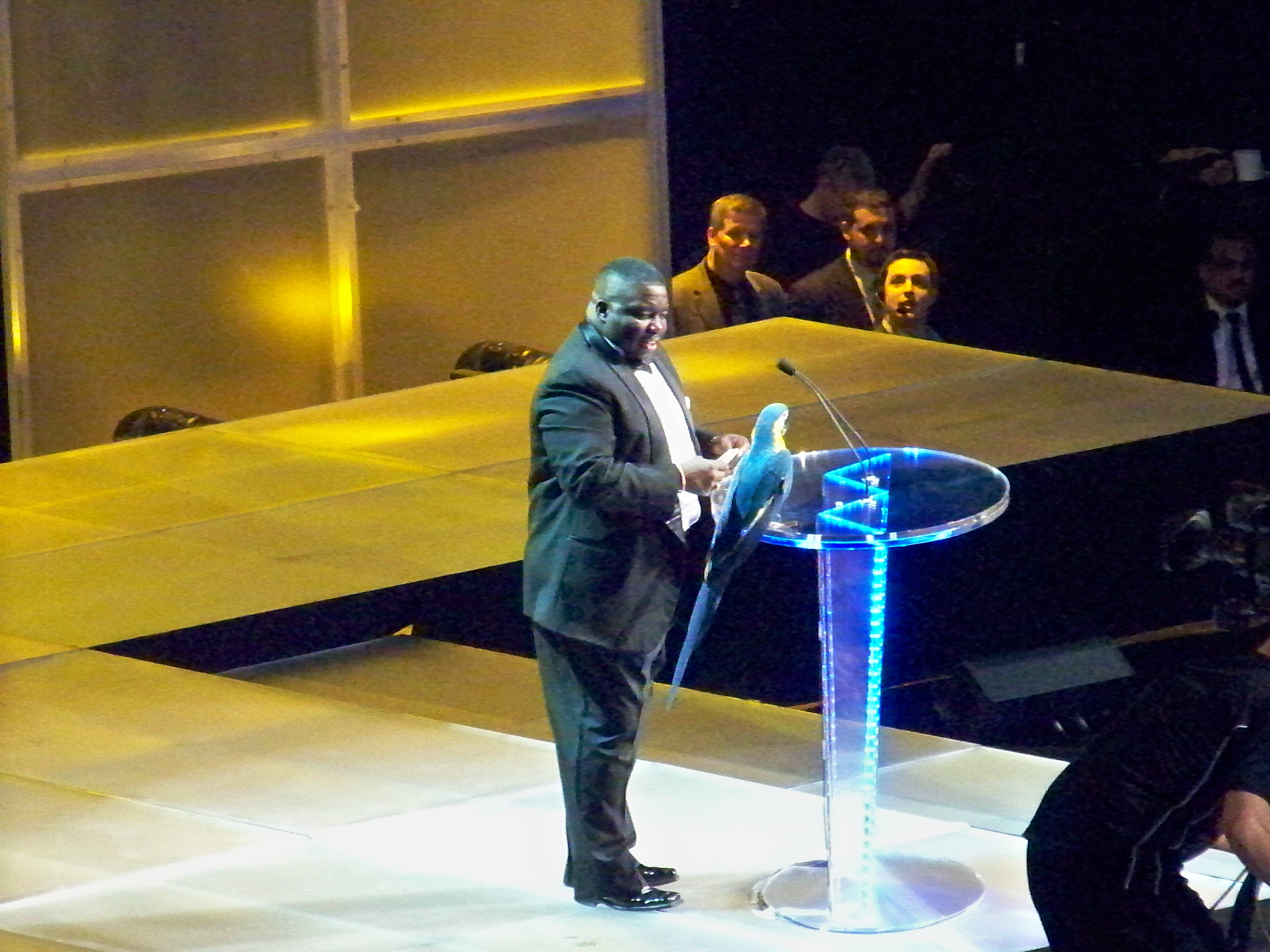
Koko B. Ware nel 2009 durante la sua introduzione nella WWE Hall of Fame

Dal 2003, Koko ha combattuto attivamente nella Memphis Wrestling. Egli è anche apparso a WWE Homecoming, il ritorno di RAW su USA Network il 3 ottobre 2005.
Ha affrontato ed ha perso contro Rob Conway il 28 ottobre, 2005 nell'edizione di WWE Heat. Ha combattuto anche in una federazione dell'Indiana conosciuta come AWA-Supreme Championship Wrestling dove ha combattuto contro gente come Eric Draven e The Blackhearts.
Nel 2009 Koko B. Ware viene introdotto nella prestigiosa WWE Hall of Fame.

## Curiosità
- Il pappagallo Frankie morì in un incendio in hotel nel 2001 mentre Koko e la sua famiglia erano in chiesa. Koko, in onore di Frankie, inizialmente non lo sostituì con un altro volatile.
- Koko è stato il primo wrestler a restare vittima del Tombstone Piledriver di Undertaker durante il match di debutto in WWF del becchino. Erano le Survivor Series 1990 dove Undertaker fu il quarto membro del Million Dollar Team composto da Ted DiBiase, The Honky Tonk Man e Greg "The Hammer" Valentine. Koko subì la Tombstone nelle primissime fasi del match.

## Personaggio

### Mossa finale
- Birdbuster (Reverse Brainbuster)

### Manager
- Jimmy Hart[18]
- Percy Pringle III
- Toni Adams

### Soprannomi
- "The Birdman"
- "The Holy Ghost"

## Titoli e riconoscimenti
- Badger State Pro Wrestling
  - BSPW Heavyweight Championship (1)

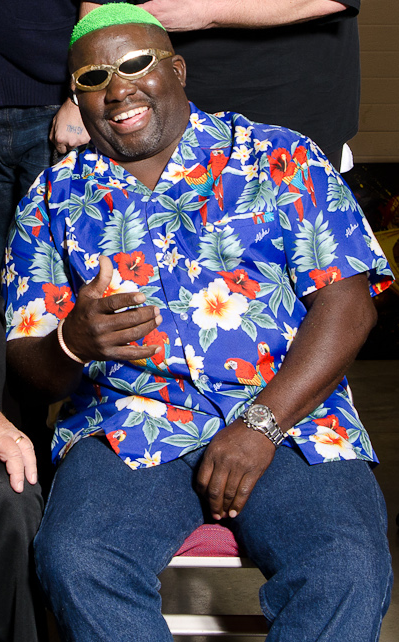
Koko B. Ware nel 2011

  - BSPW Tag Team Championship (2) – con Juicy Johnny
- Cauliflower Alley Club
  - Men's Wrestling Award (2023)[19]
- Championship Wrestling from Florida
  - NWA United States Tag Team Championship (Florida version) (1) – con Norvell Austin
- Continental Wrestling Association
  - AWA Southern Tag Team Championship (7) – con Norvell Austin (3), Bobby Eaton (2), Stan Lane (1) e Dutch Mantel (1)[20][21]
  - NWA Mid-America Heavyweight Championship (6)[22]
  - NWA Mid-America Television Championship (1)
- International World Class Championship Wrestling
  - IWCCW Heavyweight Championship (1)
- International Wrestling Alliance
  - IWA Heavyweight Championship (1)
- Memphis Wrestling Hall of Fame
  - Classe del 2017[23]
- Pro Wrestling Illustrated
  - 259º tra i 500 migliori wrestler singoli nella PWI 500 (1991)
  - Rookie of the Year (1979)
- Real Wrestling Federation
  - RWF Heavyweight Championship (1)
- Supreme Championship Wrestling
  - SCW Supreme Championship (1)[24]
- United States Wrestling Association
  - USWA Unified World Heavyweight Championship (2)
  - USWA World Tag Team Championship (1) - con Rex Hargrove
- World Wrestling Entertainment
  - WWE Hall of Fame (2009)